# Touche de pause
Pour les articles homonymes, voir Pause et Break.

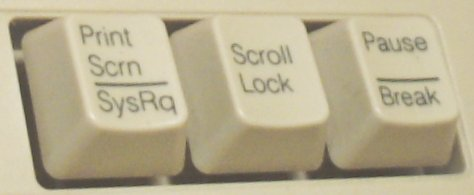
Touche Pause (Break).

La touche de pause ou touche d’attente (aussi abrégée « Attn. », notée en anglais Break) est répandue sur la plupart des claviers informatiques. Il arrive parfois que les touches pause et Att. soient ensemble sur un même clavier (voir clavier d’ordinateur VGN-FW21E par exemple). Elle permet d’interrompre momentanément le défilement d’une suite de caractères (par exemple lors de la phase de démarrage de Windows), lequel reprend en appuyant sur une autre touche. Cette touche est surtout utilisée dans la programmation et le débogage de logiciels ; elle n’est d’aucune utilité dans la plupart des applications, elle est parfois utilisée dans les jeux vidéo.
La touche Attn (dite d’« Attention ») appelle le menu d’assistance sur AS/400 (= GO ASSIST sur une ligne de commande souvent interdite aux utilisateurs de base).
Ces touches ne sont pratiquement plus utilisées de nos jours. L’origine de la touche “pause” remonte en réalité à l’époque du télégraphe : elle permettait au récepteur d’une communication de signaler à l’émetteur qu’il désirait une pause dans la transmission. Par la  suite, à l’époque des premiers ordinateurs, ceux-ci n’avaient pas encore d’interface graphique et les lignes défilaient à l’écran très rapidement. Les touches Pause et ArrêtDéf permettaient alors de stopper temporairement le défilement pour pouvoir lire ce qui est écrit.
La touche Syst date également des vieux ordinateurs : elle permettait de donner la main au système d’exploitation quand les ordinateurs n’étaient pas encore multitâches en envoyant directement une instruction au Bios. Enfin, la touche Attn, dite “Attention” servait à lancer la procédure de connexion sur certains systèmes d’exploitation. [Source]

## Raccourcis clavier
- Sous Windows : touche Windows + Pause = ouverture de la fenêtre Propriétés système
- Dans une connexion bureau à distance Windows : Ctrl + Alt + Pause = basculer entre mode fenêtré et mode plein écran